# Greenville (North Carolina)
Greenville ist eine City in und der County Seat des Pitt County im Osten North Carolinas in den Vereinigten Staaten. Das U.S. Census Bureau ermittelte bei der Volkszählung 2020 eine Einwohnerzahl von 87.521.

## Geschichte
Der Ort wurde 1771 als Martinsborough gegründet, zog drei Jahre später an den nahegelegenen Tar River und wurde 1786 zu Ehren von Nathanael Greene in den heutigen Namen umbenannt.
Im September 1999 wurde der Ort vom Tar River durch Hurrican Floyd überschwemmt.

### Einwohnerentwicklung
| Jahr | Einwohner¹ |
| ---- | ---------- |
| 2000 | 62.920     |
| 2010 | 84.573     |
| 2020 | 87.521     |

¹ 2000–2020: Volkszählungsergebnisse des US Census Bureau

## Infrastruktur

### Bildung
Greenville ist Standort der East Carolina University.

### Verkehr
Im Norden der Stadt befindet sich der Pitt-Greenville Airport.

### Medien
Aus der Sendeanlage des IBB senden Voice of America und Radio Martí.

## Persönlichkeiten
- Tony Baker (* 1964), Footballspieler
- Monte Barrett (* 1971), Boxer
- Robert Bullock (1828–1905), Politiker
- John Marshall Carter (* 1949), Historiker
- Henry Selby Clark (1809–1869), Politiker
- Alge Crumpler (* 1977), American-Football-Spieler
- Buddy Curry (* 1958), American-Football-Spieler
- Jimmy S. Donaldson (* 1998), YouTuber
- John Porter East (1931–1986), Politiker
- Bodo Nischan (1939–2001), Historiker
- Bernard Edwards (1952–1996), Musiker
- Peter Green (1924–2024), Journalist
- Thomas Jordan Jarvis (1836–1915), Gouverneur
- Mark Lenzi (1968–2012), Wasserspringer
- Dave Mirra (1974–2016), BMX-Fahrer
- Billy Myles (1924–2005), Komponist
- Lee Norris (* 1981), Schauspieler
- Petey Pablo (* 1973), Rapper
- Oreal Perras (1942–2017), Wrestler
- Stephen Riley (* 1975), Musiker
- Caroline Shaw (* 1982), Komponistin
- Harry Skinner (1855–1929), Politiker
- Billy Taylor (1921–2010), Pianist
- James Harvey Ward (* 1978), Schauspieler
- Durward S. Wilson (1886–1970), Generalmajor der United States Army